# Дорошенко Костянтин Леонтійович
Костянтин Леонтійович Дорошенко (нар. 6 грудня 1906, Єнакієве — пом. 30 липня 1992, Харків, Україна) — радянський та український диригент, педагог.

## Біографічні відомості
Закінчив Харківське перше реальне училище і Першу Музпрофшколу по класу скрипки А. М. Консисторума.
У 1923-1925 навчався в Харківському державному музичному технікумі по класу скрипки В. М. Гольдфельда.
У 1925-1931 - навчався в Харківському музично-драматичному інституті по класах теорії музики С.С.Богатирьова та оперно-симфонічного диригування Я.А.Розенштейна. Відвідував репетиції, оперні вистави та концерти відомих диригентів - Л. П. Штейнберга, М. А. Малько, В. В. Бердяєва та ін.
У 1929-1930 - диригент студентського симфонічного оркестру при Українській філармонії.
У 1930-1935 - диригент Харківської державної столичної опери.
У 1932-1934 - підвищував свою кваліфікацію під керівництвом Германа Адлера - головного диригента симфонічного оркестру Української філармонії та викладача Харківського музично-драматичного інституту, згодом - всесвітньо відомого диригента.
У 1929-1934 викладав в  Харківському музично-театральному технікумі.
У сезон 1934/1935 років проходив стажування в Ленінграді під керівництвом видатного австрійського диригента Фріца Штідрі - вихованця Густава Малера, в 1934-1937 роки очолював симфонічний оркестр Ленінградської філармонії.
У 1935-1936 - диригент Харківської експериментальної оперної студії.
У 1934-1938 - викладав в Харківському педагогічному інституті.
У 1936-1938 - диригент симфонічного оркестру і музичний редактор Харківської обласної радіокомітету.
У 1936-1941 - викладав інструментування і читання оркестрових партитур в  Харківському музичному училищі.
З 1936 - старший викладач Харківської державної консерваторії, з 1944 - доцент диригентсько-хормейстерського факультету, в 1948-1957 - завідувач відділом народних інструментів, у 1963-1968 - завідувач кафедрою народних інструментів Харківського інституту мистецтв, у 1963-1990 - виконувач обов'язків професора кафедри народних інструментів.

## Оперні постановки К. Л. Дорошенка
- Р. Леонкавалло "Паяци" (спільно з режисером М. М. Фореггером, 1932).
- М. П. Мусоргський "Сорочинський ярмарок" (спільно з режисером В. М. Скляренком, 1935).

## Відомі учні
- Барсов Віктор Наумович
- Відуліна Аліса Костянтинівна
- Ганзбург Григорій Ізраїлевич
- Данилець Петро Дмитрович
- Іванов Валентин Гаврилович
- Калабухін Анатолій Васильович
- Коровай Федір Гнатович
- Лисенко Микола Тимофієвич
- Мейдман-Молдавський Олександр Михайлович
- Міхєєв Борис Олександрович
- Назаренко Олександр Іванович
- Ніколаєв Володимир Іванович
- Плужніков Віктор Миколайович
- Савіних Володимир Федорович
- Стецюн Микола Григорович
- Сукач Микола Васильович